# 3-아미노페놀
3-아미노페놀(영어: 3-aminophenol)은 분자식이 C6H4(NH2)(OH)인 유기 화합물이다. 3-아미노페놀은 방향족 아민 및 방향족 알코올이다. 3-아미노페놀은 2-아미노페놀 및 4-아미노페놀의 메타 이성질체이다.

## 제조
3-아미노페놀은 3-아미노벤젠설폰산의 가성 융해(즉, NaOH와 6시간 동안 245 °C로 가열) 또는 수산화 암모늄과의 치환 반응을 통해 레조르시놀로부터 제조될 수 있다.

## 용도
3-아미노페놀의 가장 관련있는 용도 중 하나는 여러 형광 색소(예: 로다민 B)의 제조를 위한 핵심적인 중간생성물인 3-(다이에틸아미노)페놀의 합성이다. 3-아미노페놀의 다른 용도로는 염소 함유 열가소성 플라스틱에 대한 염색제 및 안정제가 있다.

## 같이 보기
- 페놀
- 2-아미노페놀
- 4-아미노페놀